# Jack Teagarden
Jack Teagarden, cuyo verdadero nombre era Weldon Leo Teagarden (Vernon, Texas, 29 de agosto de 1905-Nueva Orleans, 15 de enero de 1964) fue un trombonista, cantante y director de big band estadounidense de jazz tradicional y swing.

## Trayectoria
Nacido en una familia en la que todos sus miembros eran músicos, aprende a tocar el piano con cinco años, aunque desde 1915 se decide por el trombón. Entre 1920 y 1924, toca con Peck Kelly y Willard Robinson, y realiza sus primera grabaciones con Johnny Johnson (1927), para entrar a formar parte, en 1928, de la orquesta de Ben Pollack, con quien permanecerá hasta 1933. En este periodo, ya instalado en Chicago, tocará además en sesiones puntuales con Benny Goodman, Wingy Manone o Red Nichols. Entre 1933 y 1938, Teagarden trabajará en la orquesta de Paul Whiteman, tras lo que forma su propia banda, que mantendrá hasta 1946, con la que grabará numerosos discos para Columbia Records y Decca. Después, ya consolidado como uno de los mejores trombonistas de la época, acompañará a Louis Armstrong en varias giras y grabaciones, formando parte de sus All Stars hasta 1951.
En el periodo que va desde 1951 a 1959, Teagarden reorganiza diversas big bands, entre las que destaca la de Earl Hines (1957), para realizar giras por Europa y Asia. En 1964, durante una estancia en Nueva Orleans, muere de una crisis cardíaca.

## Estilo
Teagarden fue un músico muy popular, que apareció en un buen número de películas. Considerado uno de los grandes representantes del trombón clásico de jazz, su estilo estuvo muy influido por la música que oyó en su infancia, especialmente por el blues y los espirituales negros, asimilando perfectamente el espíritu de éstos y desarrollando una técnica propia, con una sonoridad amplia y refinada, fácilmente reconocible. Gran improvisador sobre cualquier tempo, utilizaba la sordina de forma muy personal.